# ナーグプル
ナーグプル（マラーティー語: नागपुर、英語: Nagpur）は、インド中西部のマハーラーシュトラ州の都市で同州の冬の都でもある。インドのほぼ中央に位置し、「ここがインドの中央である」という石碑が立っているが、歴史的には南天竺（南インド）と呼ばれたデカン地域に属する。面積218平方キロメートル、2011年現在の人口は241万人。

## 名称
ナーグプルとは、「ナーガの都市（プル）」を意味し、近くを流れていた川ナーグ川に因んでいる。日本語では「ナグプル」、「ナグプール」とも表記される。
インドでは高品質なオレンジの名産地と取引で知られ、マラーティー語で「サントラー・ナガリー」（オレンジシティの意）の異名を持つ。

## 歴史

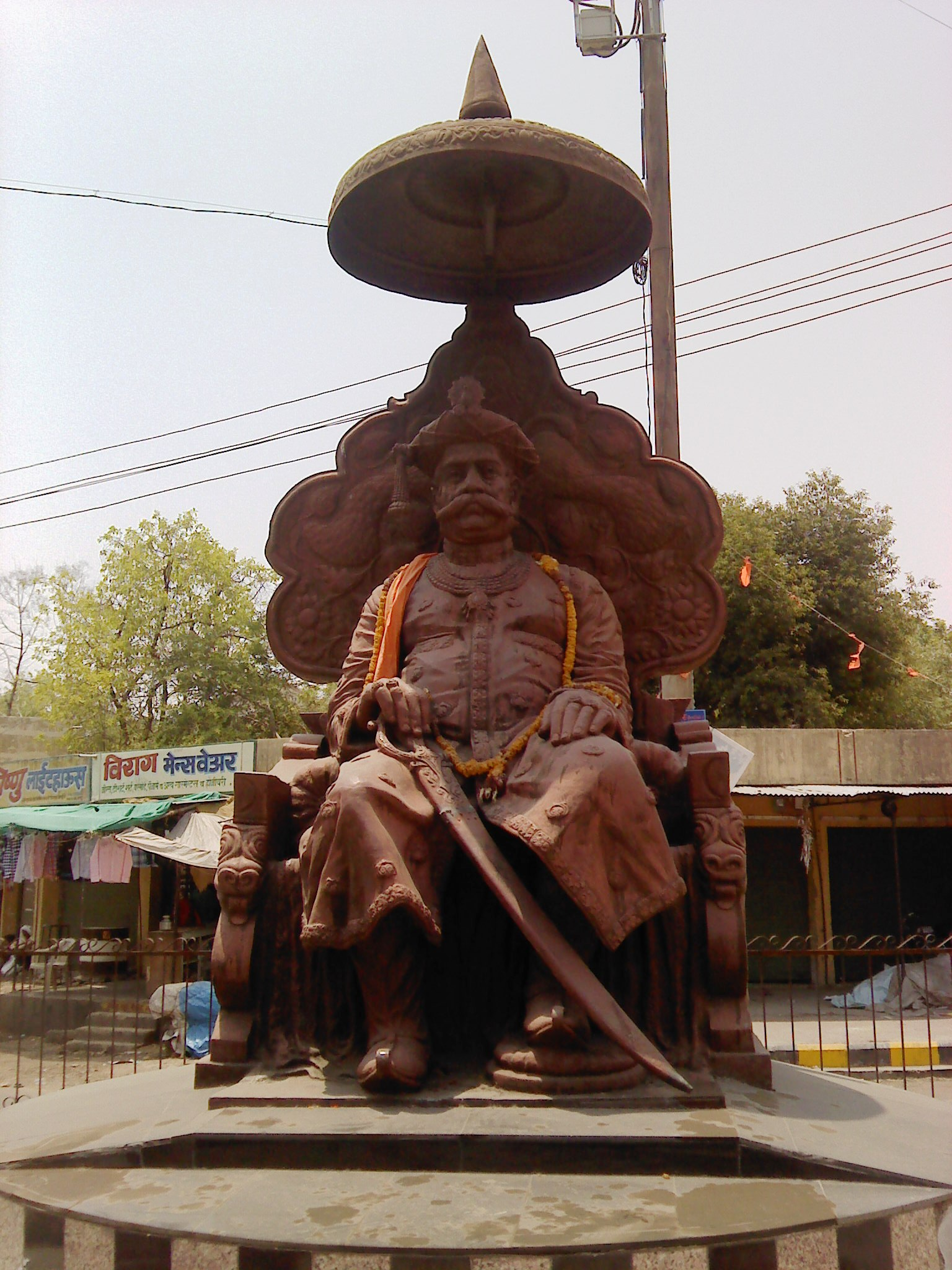
ラグージー・ボーンスレー像（ナーグプル市内）

1702年、ゴンド王国の一つ・デーオガル王国の君主バフト・ブランド・シャーが、ナーグ川流域のラージャプルなど12の小集落を集めて都市ナーグプルを建設し、その首都とした。
その後継者ラージャ・チャーンド・スルターンはさらに都市を発展させたが、1738年あるいは1739年に死亡した。
デーオガル王国がその死によって混乱すると、チャーンド・スルターンの未亡人は強力なマラーターの指導者であるラグージー・ボーンスレーを呼び寄せた。彼はそののちここを拠点とし、デーオガル王国のみならず、周辺のゴンド諸王国も併合し、その死までに中央インド一帯に勢力を広げていた。
1818年までに、ボーンスレー家はイギリス支配下の藩王国となっていたが、1853年に藩王ラグージー・ボーンスレー3世が跡継ぎなく死亡したことにより、翌1854年にナーグプルは併合された。
インド独立後の1956年10月14日、同市において、初代インド法務大臣ビームラーオ・アンベードカルがカースト制度に苦しんでいたダリット（不可触民）を率いて、ヒンドゥー教から仏教へ集団改宗を行った。この記念碑のストゥーパがディークシャーブーミに残り、この活動を引き継ぐ佐々井秀嶺の拠点も同市である。20世紀後半以降は、インド国内では比較的仏教徒の多い街として知られ、同市の国際空港もアンベードカルの名を冠している。

## 交通
- ナーグプル駅（英語版）
- ナーグプル地下鉄（英語版） - 2019年開通。2路線が運行。
- ナーグプル国際空港（英語版）

## 著名な出身者
- ジョティー・アムゲ
- ラージクマール・ヒラーニ - 映画監督